# Immobilienspekulation
Unter Immobilienspekulation (oder Bodenspekulation) wird in der Mikroökonomie, Immobilienökonomie und in der Immobilienwirtschaft eine Spekulation verstanden, deren Spekulationsobjekt aus Immobilien besteht, die Spekulanten entweder Privatpersonen oder gewerbliche Investoren sind und eine Gewinnerzielungsabsicht verfolgen.  

## Allgemeines
„Immobilien sind Wirtschaftsgüter, die aus unbebauten oder bebauten Grundstücken mit dazugehörigen Gebäuden mit Außenanlagen bestehen. Sie werden von Menschen im Rahmen physisch-technischer, rechtlicher, wirtschaftlicher und zeitlicher Grenzen für Produktions-, Handels-, Dienstleistungs- und Konsumzwecke genutzt“. Die Nutzung für Wohnzwecke fehlt in dieser konjunktiven Definition. Spekulationsobjekte der Immobilienspekulation sind konkret unbebaute Grundstücke (Bauerwartungsland, Bauland), Gewerbe- oder Wohnimmobilien; Spekulationsort ist der Immobilienmarkt. Immobilienpreise sind der Kaufpreis für eine Immobilie, standardisiert auf den Marktpreis pro m2 Wohnfläche, Gewerbe- oder Verkaufsfläche oder der Mietpreis. 

## Geschichte
Bereits durch die Initiative von Kaiser Claudius erging in Rom am 22. September 47 ein Senatsbeschluss durch den Konsul Gnaeus Hosidius Geta, der ein Verbot aussprach, Immobilien in spekulativer Absicht zu erwerben, um sie anschließend abzureißen und einen höheren Verkaufspreis zu erzielen als dem ursprünglichen Kaufpreis entsprach.
Dass eine Bodenfläche einen Mehrwert ergab, wenn sie als Baustelle genutzt wurde anstatt als Hofland, Garten- und Gartenland oder Rebland, war schon im Mittelalter bekannt. Da aber Gebäude und Grund und Boden (wegen Erbpacht und Lehnswesen) rechtlich getrennt waren, fand eine eigentliche Bodenspekulation in den meisten Ländern nicht statt. Erst die Einführung des römischen Rechts brachte eine Überführung des Gemeineigentums in Privateigentum, was die Bodenspekulation ermöglichte.
Der Garten des Palais Royal gilt als einer der Höhepunkte der Pariser Immobilienspekulation, die in der zweiten Hälfte des 18. Jahrhunderts einen bisher unbekannten Aufschwung erlebte. Nach 1760 wurden große ehemalige Hotels, unbebautes Gelände der ehemaligen Klöster oder Gärten an der Peripherie der Stadt spekulativ erworben.
Einer der Vorreiter der städtischen Immobilienspekulation war Johann Jakob Astor, der als deutscher Einwanderer in den USA zunächst in den Pelzhandel einstieg und seine Gewinne in Grundstücke in Manhattan anlegte. Im Mai 1789 erwarb er mit seinem Bruder Henry Astor zwei Grundstücke an der Bowery Lane/Ecke Elizabeth Street für je 625 US-Dollar. Er kaufte vornehmlich Wasser- oder Sumpfgrundstücke, ließ sie von der Stadt trockenlegen und verkaufte sie mit Gewinn an die Stadt zurück. Astor erwarb im Jahre 1804 auf der Lafayette Street einen großen Gartenbaubetrieb für 45.000 US-Dollar und verpachtete das Grundstück an den Franzosen Joseph Delacroix, der daraus einen Lustgarten mit angeschlossenem Theater machte, die 1859 geschlossenen New York Vauxhall Gardens. Astor galt als der erste US-amerikanische Multimillionär.
Neue Formen der Immobilienspekulation entstanden in der Gründerzeit während der Landreform. Sehr langfristig dimensioniert ist die Spekulation beim Grundstückskauf von Bauerwartungsland in der Erwartung, dass dieses zu Bauland umgewidmet wird und hierdurch die Bodenpreise steigen.
In der Schweiz gründete sich 1983 die „Stadt-Land-Initiative gegen die Bodenspekulation“.
Die neuzeitliche Brandrodung oder Brandstiftung in tropischen Regenwäldern der Dritten Welt kann häufig als Motiv für eine Immobilienspekulation angesehen werden. Auf diese Weise werden erhebliche Teile des Regenwaldes in Brasilien mit der ausschließlichen Perspektive der Bodenspekulation gerodet oder abgebrannt. Als staatliche Antwort auf die Bodenspekulationen (portugiesisch terra de negócio) verkündete Präsident Lula da Silva im Februar 2006 den Schutz von über acht Millionen Hektar Regenwald in Pará.

## Spekulation
Spekulation bedeutet, dass der Spekulant nicht am Spekulationsobjekt interessiert ist, sondern ausschließlich am Gewinn, der zwischen dem Einkaufspreis und dem höheren Verkaufspreis erzielt wird. Da zwischen der Anschaffung und der Veräußerung des Objektes ein Zeitraum liegt, ist die Spekulation stets mit einer Gewinnchance (englisch upside risk), aber auch mit einer Verlustgefahr (englisch downside risk) verbunden.
Die Spekulation mit fungiblen Spekulationsobjekten wie etwa Aktien, Devisen oder Edelmetallen gestaltet sich für den Spekulanten einfacher, weil es sich um bewegliche Sachen handelt, die sofort übergeben werden können und deren Bewertung und Risikobewertung kaum Schwierigkeiten bereitet. Grundstücke, grundstücksgleiche Rechte, Wohn- und Gewerbeimmobilien sind dagegen standortgebunden, schwer bewertbar und wohl das Wirtschaftsgut, an dem sich die soziale und kulturelle Dimension ökonomischen Handelns besonders eindringlich nachweisen lässt.

## Marktstrukturen
Der Immobilienmarkt unterscheidet sich in vielfacher Form von einem Gütermarkt, auf dem etwa Handelswaren umgesetzt werden.
| Merkmal                            | Gütermarkt     | Immobilienmarkt  |
| ---------------------------------- | -------------- | ---------------- |
| Markttransparenz                   | hoch           | niedrig          |
| Transaktionskosten                 | niedrig        | hoch             |
| Marktregulierung                   | Marktordnungen | gering           |
| Marktpreise                        | volatil        | starr bis stabil |
| Umschlagsgeschwindigkeit           | hoch           | niedrig          |
| Standortbindung der Handelsobjekte | nein           | ja               |

Marktteilnehmer sind die Anbieter von Grundstücken oder Immobilien (Immobiliengesellschaften oder Privatpersonen), Nachfrager sind entsprechend andere Wirtschaftssubjekte dieser Kategorien. In vielen Staaten ist der Immobilienmarkt ein Verkäufermarkt/Vermietermarkt (auch in Deutschland), auf dem kein Marktgleichgewicht besteht, sondern bei dem es Marktstörungen und Marktversagen gibt oder geben kann. Zu Marktmissbrauch neigen Baulöwen, Immobilienhaie oder Mietwucher.
Gleichzeitig weist der Immobilienmarkt eine geringe Marktregulierung auf und ist von niedriger Markttransparenz geprägt, was an einer Vielzahl von Immobilienmaklern erkennbar ist. Während eine geringe Markttransparenz die Spekulation fördert, schränken hohe Transaktionskosten (Notargebühren, Grunderwerbsteuer, Grundsteuer) spekulative Transaktionen ein. Eine geringe Volatilität der Bodenpreise erfordert eine längere, mindestens mittelfristige Haltedauer der Spekulationsobjekte. Immobilien gehören deshalb in der Volkswirtschaftslehre zu den nicht handelbaren Gütern wegen zu hoher Transaktionskosten und/oder räumlicher Bindung an einen Standort.
Dieser Standort wird als Lage bezeichnet, die den Preis wesentlich mitbestimmt. Eine weitere Eigenheit ist die Nutzungsdauer von Gebäuden, die zwischen 40 und 80 Jahren liegt und damit die höchste aller Handelsobjekte darstellt. Sie erhöht die (technische) Knappheit. Diese Knappheit kann lokal auftreten und nur dort – wegen der Unbeweglichkeit der Immobilien – durch Angebot beseitigt werden; ein Transport ist nicht möglich. Die Nachfrager müssen zu den Immobilien kommen und nicht umgekehrt. Aus der Immobilität ergibt sich, dass Immobilien auch ein heterogenes Gut sind, so dass ein Vergleich (auch Preisvergleich) nur sehr bedingt möglich ist. 

## Spekulationssteuer
Eine so genannte Spekulationssteuer wird in Deutschland gemäß § 23 EStG erhoben, wenn der Zeitraum zwischen Anschaffung und Veräußerung bei Grundstücken nicht mehr als zehn Jahre betrug. Wer innerhalb von zehn Jahren eine Immobilie wieder veräußert, muss den Veräußerungsgewinn versteuern. Nach Ablauf dieser „Spekulationsfrist“ fällt aus steuerlicher Sicht kein Veräußerungsgewinn mehr an, sondern es tritt eine – nicht steuerbare – Vermögensmehrung ein.   

## Wirtschaftliche Aspekte
Die Wertermittlung der Marktpreise ist bei Immobilien komplexer als bei anderen Handelsobjekten. Sie ist die ökonomische Grundlage für die Preisbildung auf dem Immobilienmarkt. Preissteigerungen sind wegen der Knappheit des Produktionsfaktors Boden insbesondere in Ballungszentren zu erwarten. Grund sind der Nachfrageüberhang und die Angebotslücke insbesondere bei Wohnimmobilien (Wohnraummangel). Dabei treffen geringe Angebotselastizitäten (lange Baugenehmigungsverfahren, lange Bauzeiten) auf hohe Nachfrageelastizitäten. Folge ist die Steigerung der Mietpreise und Kaufpreise. Ob die Immobilienspekulation allein herauf beruht oder die Ursache ist, ist umstritten. Wichtige betriebswirtschaftliche Kennzahlen, welche bei der Nachfrage eine Rolle spielen, sind Mietbelastungsquote (für Mieter) und Zinslastquote (für Käufer bei der Immobilienfinanzierung).   
Spekulationsblasen sind Marktanomalien, die aus lang andauernden, auch mit Herdenverhalten sich hochschaukelnder Fehleinschätzungen von Finanzinstrumenten oder Finanzprodukten resultieren. Eine Spekulationsblase bei Immobilien wird speziell Immobilienblase genannt. Sie ist bereits zwischen 1343 und 1346 in Norditalien nachgewiesen. Am besten lässt sich die Immobilienblase an der Marktentwicklung des Subprime-Markts in den USA erklären. Dort sorgte ein niedriges Zinsniveau und eine lockere Kreditvergabepraxis der Banken auch an Kreditnehmer mit geringer Kreditwürdigkeit (englisch subprime loans) für eine zunehmende Immobilienfinanzierung. Dadurch wurden auch Schrottimmobilien gekauft, so dass das Marktwachstum ab 2003 erheblich war. Bei zunehmender Knappheit der Objekte stiegen die Immobilienpreise. Das seit Juni 2004 steigende Zinsniveau war der Auslöser der Immobilienblase, das den Kreditnehmern eine höhere Zinslastquote und damit bei konstantem Einkommen ein zunehmendes Finanzrisiko einbrachte. Es kam schließlich zu einer erheblichen Zunahme der Zwangsversteigerungen und einer Subprime-Krise, die zu rückläufigen Immobilienpreisen führte.